# Palude di Montezuma
La palude di Montezuma è una palude all'estremo nord del Lago Cayuga, nel territorio della cittadina di Montezuma, nella regione dei Finger Lakes, Stato di New York. Gran parte della palude è protetta dal Montezuma National Wildlife Refuge che rappresenta un'importante area migratoria per molte specie di uccelli, come l'oca del Canada e il germano reale.
La valle del Cayuga è un'antica valle preglaciale che un tempo sfociava nella valle dell'Ontario. Il Lago Cayuga e la palude di Montezuma furono parzialmente create dall'effetto di riempimento di enormi quantità di detriti glaciali trasportati dallo Scudo Laurenziano del Canada e l'abbassamento della valle dell'Ontario.

## Storia
La palude fu una barriera per la penetrazione coloniale poiché la tecnologia dell'epoca non consentiva la costruzione di strade attraverso di essa. La prima importante via di comunicazione fu il Canale Erie, completato nel 1825.